# Linaria (ocell)
Linaria és un dels gèneres d'ocells de la família dels fringíl·lids (Fringillidae) que resulta de la reorganització d'aquesta família arran recents estudis com ara els de Zuccon et el 2012. Una de les espècies d'aquest gènere, el passerell comú (Linaria cannabina) és comuna als Països Catalans. L'apel·latiu "passerell" es fa extensiu a la resta d'espècies del gènere.

## Taxonomia
Segons la classificació del Congrés Ornitològic Internacional (versió 3.5, 2013), aquest gènere està format per 4 espècies que fins fa poc eren ubicades a Carduelis:
- Linaria flavirostris - passerell becgroc.
- Linaria cannabina - passerell eurasiàtic.
- Linaria yemenensis - passerell del Iemen.
- Linaria johannis - passerell de Warsangli.